# Agaro
Agaro är en stad belägen i Oromiaregionen i västra Etiopien. Närmaste större stad är Jimma. Agaro är känt för att genom tider varit en viktig knutpunkt för Etiopiens oljeexport och produktion.[källa behövs]